# Audi Nuvolari quattro
Audi Nuvolari quattro – koncept dwudrzwiowego coupé Audi. Został zaprezentowany w 2003 roku podczas targów motoryzacyjnych w Genewie. Była to wizja przyszłego modelu GT marki Audi. Oprócz Nuvolari, swoją premierę miały również dwa inne koncepty: Pikes Peak quattro oraz Le Mans quattro.
Auto było napędzane silnikiem V10 5.0 FSI z dwiema turbosprężarkami w układzie TwinTurbo co dawało 600 KM mocy oraz 750 N•m momentu obrotowego. Nuvolari posiadał sekwencyjną, sześciobiegową skrzynię biegów, która przekazywała moc do stałego napędu na cztery koła quattro. 
Nazwa pojazdu pochodzi od nazwiska włoskiego kierowcy wyścigowego, Tanzio Nuvolariego, który jeździł m.in. w autach Auto Union. Wygrał 61 Grand Prix i zmarł w 1953 roku. Audi Nuvolari quattro zostało zaprezentowane w pięćdziesiątą rocznicę śmierci sportowca.
Na bazie Nuvolari zostało zbudowane Audi A5, którego premiera miała miejsce w 2007 roku.

## Dane techniczne

### Silnik
- V10 5.0 l (4961 cm³), 4 zawory na cylinder, DOHC, twin turbo
- Układ zasilania: wtrysk
- Średnica cylindra × skok tłoka: 82,50 mm × 92,80 mm
- Stopień sprężania: b/d
- Moc maksymalna: 600 KM (440 kW)
- Maksymalny moment obrotowy: 750 N•m

### Osiągi
- Przyspieszenie 0-100 km/h: 4,1 s
- Prędkość maksymalna: 250 km/h (ograniczona elektronicznie)